# Herb gminy Czudec
Herb gminy Czudec – jeden z symboli gminy Czudec.

## Wygląd i symbolika
Herb przedstawia na tarczy koloru srebrnego czerwony mur z trzema blankowanymi wieżami (dwie wyższe, z czarnymi oknami i niższa bez okien) oraz bramą bez wrót. Nawiązuje on do dawnej pieczęci Czudca jako miasta. 